# Арарі (мікрорегіон)

Арарі на карті штату Пара

Арарі (порт. Microrregião do Arari) — мікрорегіон в Бразилії, входить в штат Пара. Складова частина мезорегіону Маражо. Населення становить 152 990 чоловік (на 2010 рік). Площа — 28 945,144 км². Густота населення — 5,29 чол./км².

## Демографія
Згідно з даними, зібраними в ході перепису 2010 р. Національним інститутом географії і статистики (IBGE), населення мікрорегіону становить:
| Повне населення                               | Повне населення                               | Повне населення                               | Повне населення                               | 152 990 |
| --------------------------------------------- | --------------------------------------------- | --------------------------------------------- | --------------------------------------------- | ------- |
| в том числе:                                  | Міське населення                              | 74 492                                        | Відсоток міського населения, %                | 48,69   |
|                                               | Сільське населення                            | 78 498                                        | Відсоток сільського населення, %              | 51,31   |
|                                               | Чоловіче населення                            | 78 916                                        | Відсоток чоловічого населення, %              | 51,58   |
|                                               | Жіноче населення                              | 74 074                                        | Відсоток жіночого населення, %                | 48,42   |
| Густота населення, чол/км²                    | Густота населення, чол/км²                    | Густота населення, чол/км²                    | Густота населення, чол/км²                    | 5,29    |
| Населення мікрорегіону в % до населення штату | Населення мікрорегіону в % до населення штату | Населення мікрорегіону в % до населення штату | Населення мікрорегіону в % до населення штату | 2,02    |

## Склад мікрорегіону
До складу мікрорегіону включені наступні муніципалітети:
1. Кашуейра-ду-Арарі
2. Шавіс
3. Муана
4. Понта-ді-Педрас
5. Салватерра
6. Санта-Крус-ду-Арарі
7. Сорі

| Бразилія | Це незавершена стаття з географії Бразилії. Ви можете допомогти проєкту, виправивши або дописавши її. |